# Our Day Will Come
Our Day Will Come – piosenka napisana i skomponowana przez Boba Hilliarda oraz Morta Garsona, dla amerykańskiego zespołu Ruby & the Romantics. Utwór wydany został na singlu w grudniu 1962. Dotarł on do miejsca 1. na amerykańskiej liście Billboard Hot 100.
Własne wersje piosenki nagrali m.in. Julie London, Bobby Darin, Patti Page, Brenda Lee, Dionne Warwick, Doris Day, Cliff Richard, James Brown, Isaac Hayes, Bobby Vinton, Frankie Valli, Cher, Christina Aguilera oraz duet The Carpenters.

## Wersja Amy Winehouse
Utwór „Our Day Will Come” został także drugim pośmiertnym singlem brytyjskiej piosenkarki soulowej Amy Winehouse, pochodzącym z płyty Lioness: Hidden Treasures, wydanym 5 grudnia 2011 roku przez wytwórnię płytową Island Records. Do utworu został nakręcony teledysk.

### Notowania
| Notowanie                                     | Pozycja na liście |
| --------------------------------------------- | ----------------- |
| UK Singles Chart                              | 29                |
| MegaCharts                                    | 52                |
| Schweizer Hitparade                           | 69                |
| Syndicat national de l’édition phonographique | 54                |
| Japan Hot 100                                 | 14                |
| Productores de Música de España               | 26                |

## Inne wersje
- W latach 1994–1995 własną wersję piosenki nagrywała amerykańska wokalistka Christina Aguilera. Cover znalazł się na albumie-demo artystki, Just Be Free, wydanym w sierpniu 2001 roku.
- Duet The Carpenters nagrał cover piosenki w 1973. Utwór zasilił tracklistę ich płyty Now & Then.
- W 2001 roku cover utworu w wykonaniu Jamesa Darrena został wydany na jego albumie Because of You.